# Cisterna d'Asti, Asti
Cisterna d'Asti là một đô thị ở tỉnh Asti trong vùng Piedmont, có khoảng cách khoảng 35 km về phía đông nam của Torino và khoảng 15 km về phía tây nam của Asti. Tại thời điểm ngày 31 tháng 12 năm 2004, đô thị này có dân số 1.257 người và diện tích là 10,7 km².
Cisterna d'Asti giáp các đô thị: Canale, Ferrere, Montà, và San Damiano d'Asti.